# Lourenço Afonso de Carvalho
Lourenço Afonso de Carvalho (1440 -?) foi um nobre do Reino de Portugal e detentor do Senhorio de Souto de El-Rei, actual Vila Nova de Souto d'El-Rei, freguesia portuguesa do concelho de Lamego..

## Relações familiares
Foi filho de Afonso Lourenço de Carvalho e de Mór Rodrigues de Freitas filha de Rui Martins de Freitas. Casou com Branca Lourenço de Lima (1445 -?), de quem teve:
1. Gonçalo Lourenço de Carvalho,
2. Pedro Lourenço de Carvalho (1470 -?) casou com Brites Cardoso,
3. Luís de Carvalho casou com Joana Fonseca,
4. Lourenço Afonso de Carvalho (1485 -?) casou com Brites Cardoso filha de Lopo Dias Rebelo, alcaide-mor de Santarém (1410 -?) e de Isabel Vaz Cardoso (1470 -?),
5. Inês Lourenço de Carvalho (c. 1470 -?) casou com Pedro de Gouveia,
6. Leonor Gomes de Carvalho casou com Martim Fernandes Correia.